# تشاد جونسون
تشاد جونسون (بالإنجليزية: Chad Johnson)‏ (و. 1986  م) هو لاعب هوكي الجليد، من كندا، ولد في كالغاري، يلعب كحارس مرمى ‏.

## التعليم
تعلم في University of Alaska Fairbanks ‏.

## روابط خارجية
- تشاد جونسون على موقع دوري الهوكي الوطني (الإنجليزية)
- تشاد جونسون على موقع قاعة مشاهير الهوكي (لاعب أن.إتش.أل) (الإنجليزية)
- تشاد جونسون على موقع EliteProspects.com (الإنجليزية)
- تشاد جونسون على موقع HockeyDB.com (الإنجليزية)
- تشاد جونسون على موقع Hockey-Reference.com (الإنجليزية)